# Stora Krokvattnet (Töcksmarks socken, Värmland)
Stora Krokvattnet är en sjö i Årjängs kommun i Värmland och ingår i Göta älvs huvudavrinningsområde. Sjön har en area på 0,125 kvadratkilometer och ligger 204,9 meter över havet.

## Delavrinningsområde
Stora Krokvattnet ingår i det delavrinningsområde (660579-127504) som SMHI kallar för Utloppet av Töck. Medelhöjden är 165 meter över havet och ytan är 62,41 kvadratkilometer. Räknas de 23 avrinningsområdena uppströms in blir den ackumulerade arean 519,36 kvadratkilometer. Upperudsälven som avvattnar avrinningsområdet har biflödesordning 2, vilket innebär att vattnet flödar genom totalt 2 vattendrag innan det når havet efter 260 kilometer. Avrinningsområdet består mestadels av skog (69 procent). Avrinningsområdet har 5,3 kvadratkilometer vattenytor vilket ger det en sjöprocent på 8,5 procent. Bebyggelsen i området täcker en yta av 0,51 kvadratkilometer eller 1 procent av avrinningsområdet.